# Nite Jewel
Ramona González (conocida profesionalmente como Nite Jewel,Oakland, California, 1984) es una cantante y compositora estadounidense asentada en Los Ángeles, California.

## Biografía
Nacida en Oakland, pasó su infancia en Berkeley en un ambiente familiar progresista muy interesado por la música. Tras un fugaz paso escolar por Nueva York, volvió a la costa oeste norteamericana donde combinaría sus estudios de filosofía con sus inclinaciones musicales. Entre sus referentes musicales de infancia cita a artistas como Janet Jackson, Mariah Carey, o Lauryn Hill: "[de niña] solo quería ser como ellas, tan buena cantando que no necesitase demasiado para comunicarme con la gente." Con la ayuda de su marido, Cole M.G.N., compuso varias canciones que registró en una grabadora portátil de casete de ocho pistas. La artista cita sus "momentos de éxtasis, emoción y penurias" como inspiración para esas grabaciones. En 2009 lanzó el álbum Good Evening.
Poco después de abrir su página en MySpace, su canción, "Suburbia" fue seleccionada para aparecer en la película de Noah Baumbach Greenberg. Al año siguiente estaría de gira por festivales europeos. Su música se compara con Lisa Lisa and Cult Jam. Nite Jewel se describe a sí misma más como "liquid cool" citando al dúo inglés de música electrónica Autechre como principal influencia musical.
Ramona González es licenciada en Filosofía por el Occidental College. También es artista multimedia y ha expuesto una serie de instalaciones de vídeo y audio en el área de L.A, una de las cuales se titulaba The Question Concerning Technology.
El 6 de diciembre de 2011 lanzó el sencillo, "She's Always Watching You". El 6 de marzo de 2012 vio la luz su segundo álbum, One Second of Love, en Secretly Canadian. La compañía reeditó su primer álbum, Good Evening, en vinilo en 2012.
Desde el lanzamiento de su álbum debut para Secretly Canadian Nite Jewel ha realizado giras tanto por Norteamérica como por Europa. Interpretó Computer World de Kraftwerk en los Krautrock Classics de Los Ángeles el 1 de junio de 2012. Ese mismo verano viajaría a la ciudad de Nueva York para actuar en el mismo evento en Le Poisson Rouge.
En 2013 su canción Nowhere To Go apareció en la banda sonora de Grand Theft Auto V y el jugador puede escucharla en Radio Mirror Park.
González dejó Secretly Canadian y grabó su tercer álbum, Liquid Cool, lanzado en junio de 2016 en su propio sello, Gloriette.
En 2017 lanzó el álbum Real High también en Gloriette.

## Discografía

### LP
- Good Evening (2008)
- One Second of Love (2012)
- Liquid Cool (2016)
- Real High (2017)

### EP
- Want You Back (2009)
- You F O (2009)
- Am I Real? (2010)
- Nite Funk (2016) (with Dam-Funk)
- Obsession (2017)

### Sencillos
- What Did He Say (2008)
- She's Always Watching You (2011)
- It Goes Through Your Head (2011)

## Colaboraciones
- Nite Jewelia - colaboración entre Nite Jewel y Julia Holter[16]
- "Am I Going to Make It" - Nite Funk (colaboración entre Nite Jewel y Dâm-Funk)[17]
- "Heart Shaped Rock EP" - Jason Grier con Nite Jewel[18]
- "Thinking About You" - Versión de Frank Ocean a cargo de Nite Jewel & Nicholas Krgovich[19]
- "What We See" - colaboración entre Nite Jewel & Julia Holter para Dublab[20]
- AMTHST - colaboración entre Nite Jewel y Droop-E[21]